# Cedric Morris

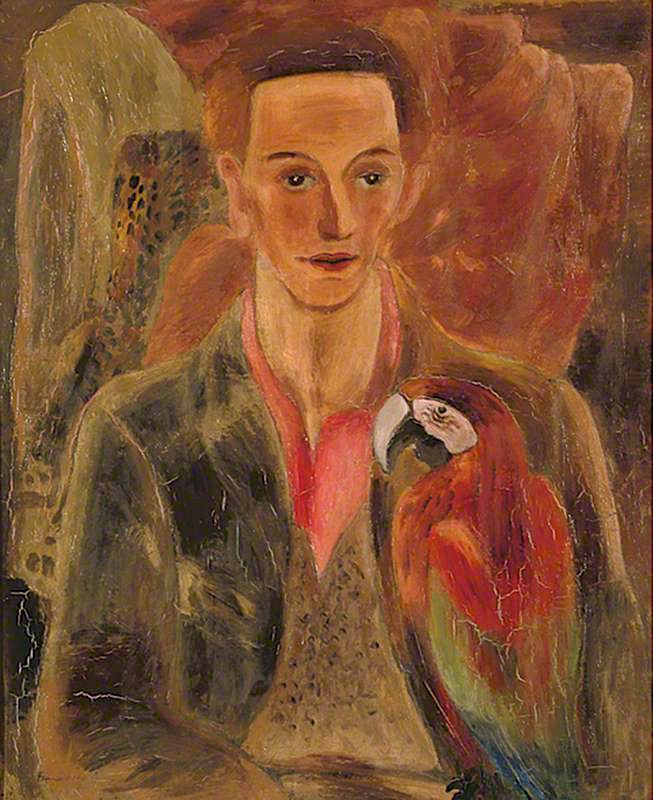
Frances Hodgkins: Cedric Morris, um 1947

Sir Cedric Lockwood Morris (geboren 11. Dezember 1889 in Swansea; gestorben 8. Februar 1982) war ein britischer Maler, Kunstlehrer und Botaniker. Er malte Landschaften, Porträts, Stillleben, insbesondere Blumenstillleben. Er gründete 1937 zusammen mit Arthur Lett-Haines die East Anglian School of Painting and Drawing in Dedham, welche 1940 nach einem Brand nach Benton End-House in Suffolk nahe Hadleigh umzog. 1928 und 1930 war er Teilnehmer an der Biennale von Venedig.

## Leben
Cedric Morris wurde in Sketty als Sohn des Industriellen George Lockwood Morris (1859–1947) und seiner Frau Wilhelmina Cory (1864–1948) geboren. Er hatte zwei Schwestern, von denen eine im Jugendalter starb und die andere bis zu ihrem Tod in seiner Nähe lebte. Er besuchte die St. Cyprian’s School in Eastbourne und die Charterhouse School, eine elitäre Public School in Godalming, Surrey. Im Alter von 17 Jahren bewarb er sich bei der Armee, fiel aber bei der Aufnahmeprüfung durch. Daraufhin fuhr er nach Kanada, arbeitete zunächst auf einer Farm, dann in wechselnden Jobs und an wechselnden Orten, u. a. auch als Hotelpage in New York.
Nach seiner Rückkehr nach Europa führte er weiter ein wechselhaftes Leben. Er studierte zunächst Gesang am Londoner Royal College of Music, gab das Studium aber bald auf, verließ London und ging nach Paris, wo er bis zum Beginn des Ersten Weltkriegs Malerei an der Académie Delécluse studierte und dann in die britische Armee eintrat. Er wollte den Artists’ Rifles beitreten, aber da er aus medizinischen Gründen zum aktiven Dienst untauglich war, arbeitete er als Stallbursche in Theale in Lord Rosslyns Reitstall und wurde 1917, als der Army Remount Service den Stall übernahm, ausgemustert. Er ließ sich in Cornwall nieder und befreundete sich mit der neuseeländischen Malerin Frances Hodgkins. In London lernte er 1918 den Maler und Bildhauer Arthur Lett-Haines kennen, der in zweiter Ehe mit der US-Amerikanerin Gertrude Aimee Lincoln verheiratet war, und zog bei dem Paar ein. Bald kehrte Lincoln alleine in die USA zurück. Lett-Haines wurde dann bis zu seinem Tod Morris’ Lebenspartner. Lett Haines, wie er genannt wurde, gehörte zu einem Künstlerzirkel um D. H. Lawrence, die Geschwister Sitwell und Wyndham Lewis. 1920 reisten Morris und Lett Haines nach Paris, besuchten und gaben Partys, an denen auch Duchamp, Juan Gris, Fernand Léger, Peggy Guggenheim, Nancy Cunard und Hemingway teilnahmen.
1924 hatte er seine erste Ausstellung in London.

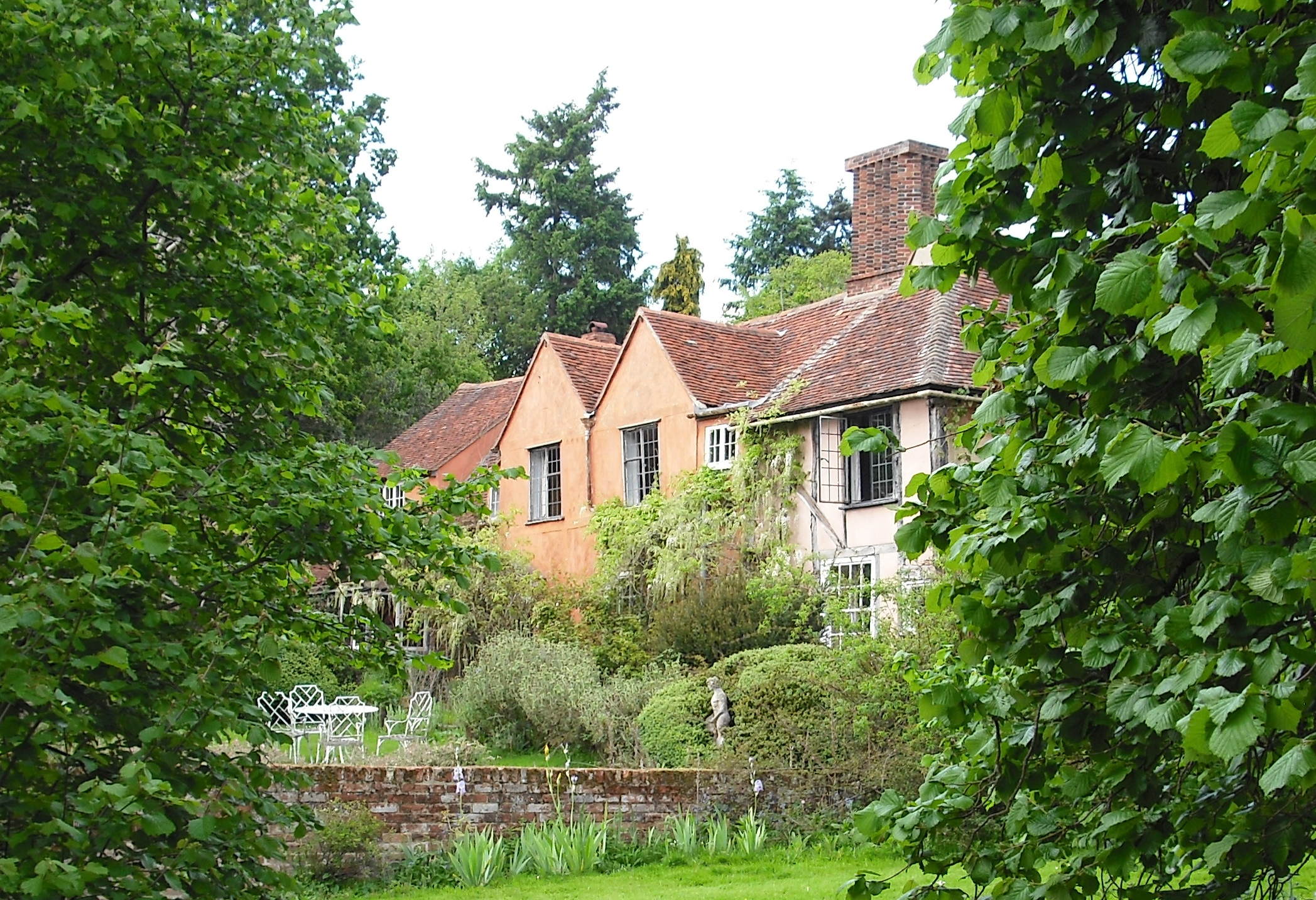
The Pound in Higham

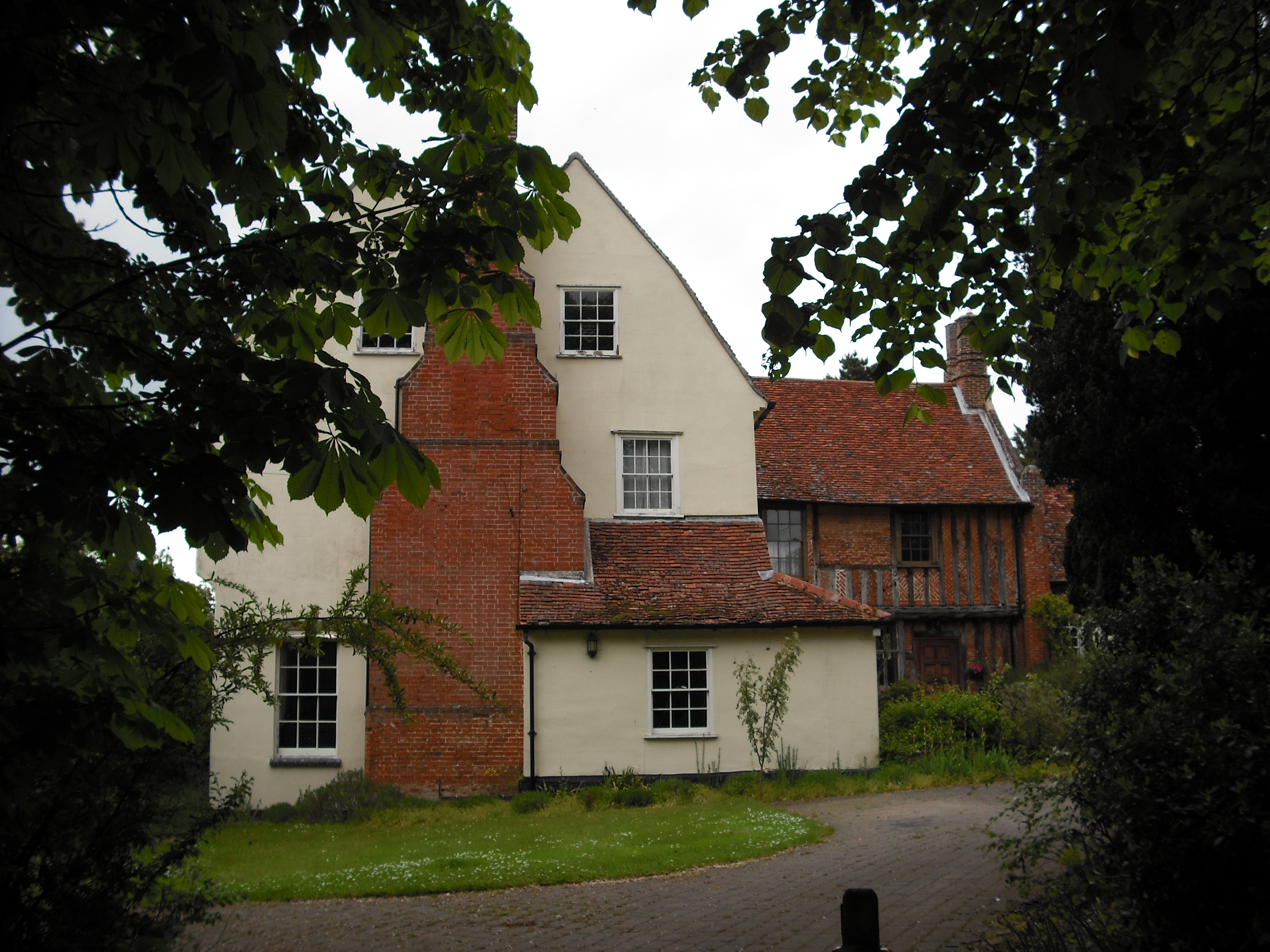
Benton End House

### East Anglian School of Painting and Drawing
1937 gründeten Morris und Lett Haine in Dedham die East Anglian School of Painting and Drawing. 1939 brannte das Gebäude ab. Morris verlegte seinen Wohnsitz vorübergehend nach The Pound in Higham, wohin auch seine Schüler ausquartiert wurden, und dann nach Benton End, wo er bis zu seinem Lebensende wohnte. Die Leitung der Schule, die weniger einer Kunstakademie als einer Künstlergemeinschaft ähnelte, lag hauptsächlich in den Händen von Lett Haines.
Zu den ersten Schülern zählten Lucian Freud und die Bildhauerin Maggi Hambling (* 1945). Morris’ Porträt von Lucien Freud von 1941 hängt heute in der Tate Gallery. Die Schule war in den Wintermonaten geschlossen. Im Winter unternahm Morris, manchmal in Gesellschaft von Lett Haines, ausgedehnte Reisen nach Portugal, den Azoren und in den Mittelmeerraum, nach Algier, Tunesien, Marokko, Libyen und in die Türkei. Von den Reisen brachte er außer Skizzen und Zeichnungen auch Pflanzen für seinen Garten mit.
Die Schule schloss 1978 nach dem Tod von Lett Haines.

### Benton End
Cedric Morris war ein passionierter Pflanzensammler und -züchter. Der Garten seines Landsitzes in Benton End in Suffolk war vor allem wegen der vielen Arten von Iris bekannt und ist noch heute berühmt wegen seiner bedeutenden botanischen Sammlung. Morris züchtete rund 90 Bartiris-VSorten, von denen 45 von der American Iris Society aufgeführt werden. Einige seiner Züchtungen tragen den Namen Benton oder Cedric Morris, wie die Rose Sir Cedric Morris (Rambling Rose) oder der Papaver Orientale Cedric Morris ein Beispiel für die Mohnarten, die er sammelte und in seinem Garten anbaute.
Sarah Cook, eine ehemalige Obergärtnerin von Sissinghurst, sucht nach Cedric Morris’ Bart-Iris-Züchtungen. 2015 gab es eine entsprechende Sonderausstellung auf der Chelsea Flower Show.
nach Cedric Morris benannte Pflanzen

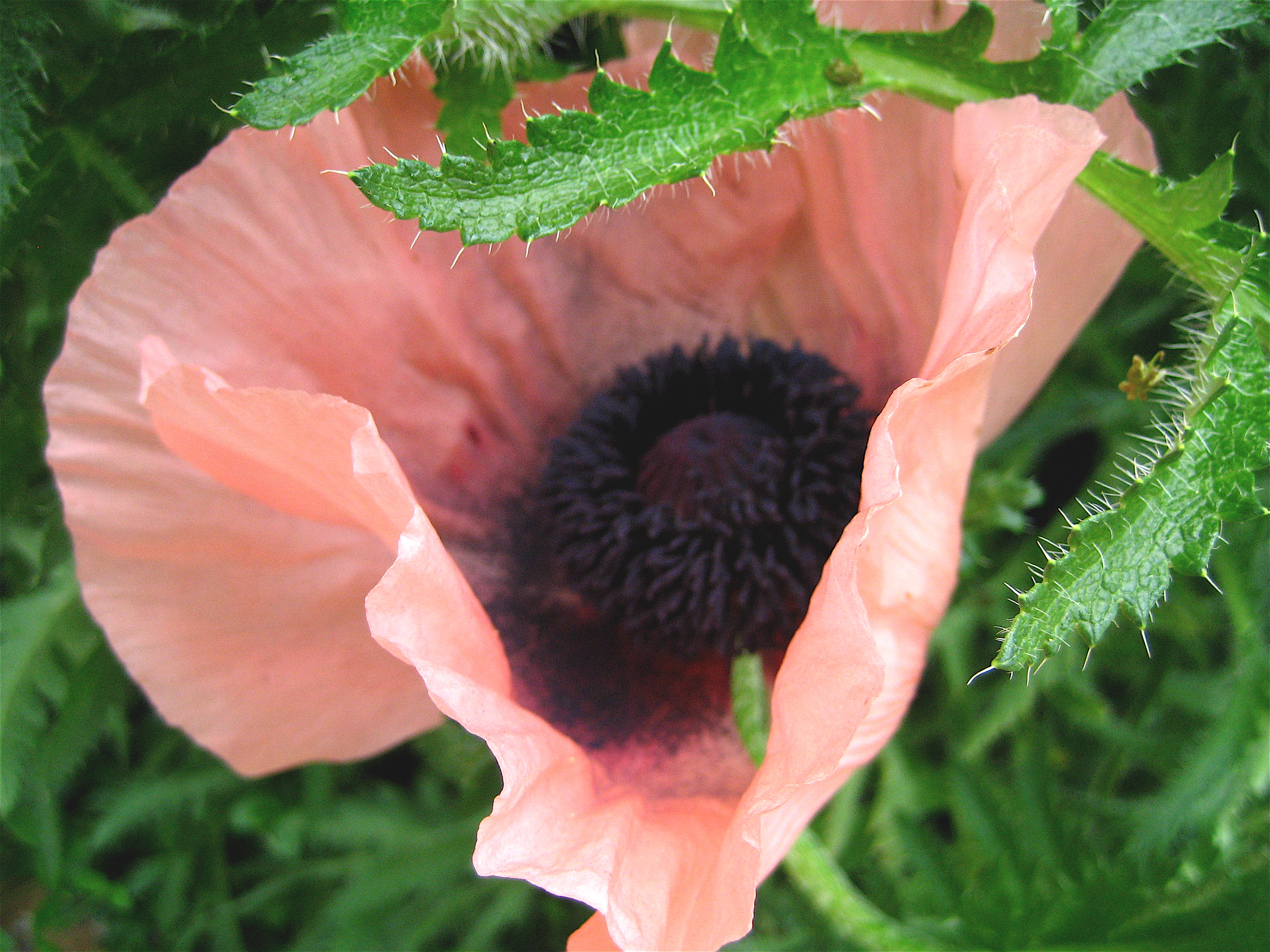
Papaver orientale ‚Cedric Morris‘

- Papaver rhoeas ‚Cedric Morris‘, Klatschmohn
- Papaver orientale ‚Cedric Morris‘, orientalischer Mohn
- Sir Cedric Morris Rambling Rose, Kletterrose
- Sir Cedric Morris geranium, Pelargonie
- Narcissus minor ‚Cedric Morris‘, Narzisse
- Zauschneria californica cana ‚Sir Cedric Morris‘, Fuchsie

Viele Iris-Züchtungen tragen den Beinamen Benton, von Apollo Benton bis Iris Benton Susan. Morris war mit Beth Chatto befreundet und schenkte ihr zahlreiche Pflanzen, die teilweise später als Mutterpflanzen in ihrer Pflanzenhandlung in Elmstead dienten.

### Colchester Art Society
1946 gründeten Morris und Arthur Lett-Haines die Colchester Art Society. Zu den ersten Mitgliedern zählten neben Nash, Morris und Lett-Haines auch Henry Collins (1910–1994) und Roderic Barrett (1920–2000). Erster Präsident war John Nash, gefolgt von Morris selbst, der das Amt von 1979 bis 1982 innehatte.

### Nachkriegszeit
Nach Kriegsende wurde der Schulbetrieb weitergeführt, der Zustrom von Schülern ließ aber in den 1960ern allmählich nach. Nach dem Tod von Lett Haines 1978 wurde die Schule geschlossen.
1947 starb Morris’ Vater, und Morris wurde der 9. Baronet of Clasemont. Ab 1948 war er Mitglied des Norfolk & Norwich Art Circle und 1950 Dozent am Royal College of Art.
Morris nahm seine Reisen in südliche Länder wieder auf, ebenso seine Sammeltätigkeit exotischer Pflanzen. Bevorzugte Reiseziele waren jetzt Portugal und Spanien, dazu kamen weiterhin Tunesien, Libyen, Zypern und 1964 die Insel St. Helena. Seine letzte Reise im Dezember 1973 ging nach Portalegre und in die Serra de São Mamede.
Er starb am 8. Februar 1982 im Alter von 93 Jahren und wurde auf dem Friedhof in Hadleigh in unmittelbarer Nähe von Arthur Lett-Haines bestattet.

## Ausstellungen
- 1938: Portraits, Galerie Peggy Guggenheim, London
- 1959: The Minories, Colchester, Paintings by Cedric Morris, Colchester Art Society sponsored exhibition[14]
- 1974: The Minories, Colchester, Sir Cedric Morris Portraits 1919–1974
- 1980: The Minories, Colchester, Sir Cedric Morris, Colchester Art Society sponsored exhibition
- 1980: The Ipswich Art Club, Fournas, Azores
- 1984: Tate Gallery, 28. März – 13. Mai 1984[15]
- 2018: Cedric Morris: Beyond the Garden Wall,  Philip Mould’s gallery, London
- 2018: Cedric Morris: Artist Plantsman, Garden Museum in Lambeth (London)[16]
- 2020: The Call to the Country, Cedric Morris in Suffolk 1929–50, Philip Mould’s gallery, London

Viele Werke von Cedric Morris sind in der Tate Britain zu sehen, andere befinden sich im National Museum von Wales, dem Metropolitan Museum of Art und der Auckland City Art Gallery.

## Nachlass
Seit 2017 befindet sich ein Nachlass von 52 Gemälden und 62 Zeichnungen in Gainsborough’s House in Sudbury (Suffolk) als Schenkung von Maggi Hambling und Robert Davey. Zur Schenkung gehören vor allem Arbeiten aus Morris’ Pariser Zeit und der Zeit nach dem Ersten Weltkrieg, Pflanzenstudien, Skizzen und Zeichnungen von seinen Reisen ans Mittelmeer, Fotografien, Korrespondenzen zwischen Morris und Lett Haines sowie mit Pflanzenzüchtern und botanischen Gesellschaften.

## Kunstmarkt
Gemälde von Cedric Morris erreichten bis in die frühen 2000er Jahre Preise im unteren bis mittleren fünfstelligen Bereich Britisches Pfund, toppen aber in jüngerer Zeit deutlich die Schätzpreise, mit steigender Tendenz. Das Blumenstillleben Still life (Scabious, Carnations and Hemerocallis), das 2019 bei Sotheby’s zu einem Schätzpreis von 25.000 £ bis 35.000 £ angeboten wurde, ging für 75.000 £ an einen unbekannten Bieter.
Am 20. Juni 2018 erreichte das Blumenstillleben Poppies and Sweet Peas bei Christie’s die Summe von 93.750 £, bei einem Schätzpreis von 20.000 £ bis 30.000 £. Einen bisherigen Höchstpreis erreichte das Stillleben Cabbages, das 2020 bei einem Schätzpreis von 100.000 £ bis 150.000 £ für 350.000 £ an einen unbekannten Bieter verkauft wurde.